# Japansk stjärnanis
Japansk stjärnanis (Illicium anisatum) är en art i familjen stjärnanisväxter. Arten förekommer i Japan och Korea. Kallas ibland Shikimmi eller Skimmi. Arten är mycket giftig och otjänlig som livsmedel, men odlas ibland som prydnadsväxt.

## Synonymer
För vetenskapliga synonymer, se Wikispecies